# 安德里亞·克里徹
安德里亞·「安妮」·克里徹（英語：Andrea "Annie" Kritcher）是一名美國核工程師和物理學家，在勞倫斯利佛摩國家實驗室工作。她負責開發Hybrid-E，一種能夠實現慣性局限融合的膠囊。她在2022年獲選為美國物理學會會士。

## 早年生活和教育
克里徹出生於密西根州特拉弗斯城。在密西根大學主修核工程之前，她就讀於特拉弗斯城中央高中和西北密西根學院。之後她到加利福尼亞大學柏克萊分校攻讀碩士，並獲得核工程的碩士和博士學位。2004年夏天，她在勞倫斯利佛摩國家實驗室（LLNL）進行實習。她的第一個項目是分析電子束離子阱的數據。她的博士研究考慮來自受衝擊的壓縮物質的湯姆森散射。2009年，她成為LLNL的一名博士後研究人員。她的博士後研究探索了使用X射線來測量溫暖和熱的緻密物質（等離子體）的屬性，以及測量核與緻密等離子體的相互作用。她利用了LLNL的Jupiter雷射和羅徹斯特大學的OMEGA雷射。

## 職業生涯
克里徹在2009年被任命為勞倫斯利佛摩國家實驗室的武器和複雜集成的設計物理部門的永久工作人員。
克里徹從事核工程工作，特別關注慣性局限融合，希望通過壓縮和加熱裝滿熱核燃料的膠囊來模仿太陽中發生的核融合過程。高能束（光子或電子）轟擊膠囊的外層，使其向外爆炸並產生反作用力，使膠囊的其餘部分向中心加速。爆炸產生的衝擊波穿過燃料目標，導致足夠的熱量和壓縮，從而開始核融合。這些膠囊含有氫的重同位素（通常是氘和氚）。克里徹設計了Hybrid-E，一個包括高密度碳囊和氘氚填充管的目標膠囊。該膠囊被包裹在一個能將入射雷射轉化為X射線的環空器內。克里徹表示，要設計出能使膠囊產生對稱內爆的環空器是一個挑戰。這涉及到限制入口孔的大小，以提高耦合到系統中的能量，以及一個能夠系統地調整每個光束的波長的結構，以平衡驅動膠囊內爆所需的X射線能量。Hybrid-E膠囊使慣性局限融合能夠產生超過一兆焦耳的核融合能量。Hybrid-E代表了首次有可能產生燃燒的等離子體狀態，其釋放的能量超過啟動核融合所需的能量。
2022年，克里徹獲選為美國物理學會會士。她的褒獎詞是：「由於在綜合環空器設計物理學方面的領導，導致首個燃燒和點燃核融合等離子體的實驗室的建立。」
克里徹繼續研究離子在慣性局限融合中的行為，表明實驗記錄的氘-氚等離子體產生的中子能量高於模擬慣性局限內爆的流體力資訊算法所能預測的能量。
克里徹是2022年12月5日在國家點火設施實現核融合收支平衡實驗的設計者。

## 榮譽
- 入圍年度物理學突破獎（2021）[19]
- 西北密西根學院（英语：Northwestern Michigan College）傑出校友獎（2022）[20]
- 圍牆倒下物理科學獎（2022）[21]
- 獲選美國物理學會會士（2022）[7]
- 時代百大人物（2023）

## 出版書籍
- Andrea L Kritcher; Paul Neumayer; John Castor;  et al. . 科学. 2008-10-01, 322 (5898): 69–71. Bibcode:2008Sci...322...69K. ISSN 0036-8075. PMID 18832640. doi:10.1126/SCIENCE.1161466. Wikidata Q33373628 （英语）.
- Lee HJ; Neumayer P; Castor J;  et al. . 物理评论快报. 2009-03-16, 102 (11): 115001. ISSN 0031-9007. PMID 19392206. doi:10.1103/PHYSREVLETT.102.115001. Wikidata Q83725949 （英语）.
- John Lindl; Otto Landen; John Edwards; Ed Moses; NIC Team. . 等离子体物理学. 2014-02, 21 (2): 020501. Bibcode:2014PhPl...21b0501L. ISSN 1070-664X. doi:10.1063/1.4865400. Wikidata Q60118110 （英语）. (erratum)